# Matilde di Scozia
Edith, poi Matilda, dopo il matrimonio (1079/1080 – 1º maggio 1118), fu regina consorte d'Inghilterra dal 1100 e duchessa consorte di Normandia dal 1106 fino alla sua morte.

## Origine
Secondo il Florentii Wigornensis Monachi Chronicon, era figlia del re di Scozia, Malcolm III e della sua seconda moglie, Margherita del Wessex (Ungheria, 1045 – 16 novembre 1093), che secondo il The Chronicles of Florence of Worcester with two continuations era figlia del principe Edoardo (figlio del re d'Inghilterra, Edmondo II, che secondo il monaco e cronista inglese, Orderico Vitale, discendeva da Alfredo il Grande e quindi dal primo re d'Inghilterra, Egberto del Wessex) e di Agata, che, sempre secondo il The Chronicles of Florence of Worcester with two continuations era nipote dell'imperatore del Sacro Romano Impero, Enrico II (daughter of the brother of Emperor Henry), mentre secondo la Chronica Albrici Monachi Trium Fontium era la sorella della regina d'Ungheria (Agatham regine Hunorem sororem), mentre per Orderico Vitale era figlia del re d'Ungheria; Margherita era la sorella di Edgardo Atheling, ultimo discendente del Casato dei Wessex e pretendente alla corona d'Inghilterra.
Malcolm III di Scozia, secondo il Mariani Scotti Chronicon, era figlio del re di Scozia, Duncan I e della moglie Sibilla di Nortumbria, che secondo lo storico e presbitero scozzese, Giovanni di Fordun, nel suo John of Fordun's Chronicle of the Scottish nation, era la cugina del Conte di Northumbria, Siward.

## Biografia
Roberto Cortacoscia, duca di Normandia e sua madre, la regina d'Inghilterra, Matilda delle Fiandre furono padrino e madrina di battesimo di Edith.
Guglielmo di Malmesbury ci informa che Edith passò l'infanzia e fu educata dalle suore presso il monastero di Romsey, e anche secondo Orderico Vitale Edith e sua sorella, Maria, nel 1093, dopo la morte del padre (ricordata sempre da Orderico Vitale) furono portate a Romsey, dove la loro zia (sorella della loro madre, Margherita) Cristina era badessa, dove si applicarono negli studi e si dedicarono a Dio. Durante il soggiorno a Romsey, sempre secondo Orderico Vitale, il primo Signore (Lord) di Richmond, Alano il Rosso, chiese al re d'Inghilterra, Guglielmo II il Rosso, il permesso di sposate Edith, ma l'improvvisa morte di Alano, chiuse l'argomento e dopo anche Guglielmo di Warenne, II conte di Surrey, la richiese inutilmente in moglie
Il re d'Inghilterra e reggente della Normandia Guglielmo II il Rosso il 2 agosto 1100 improvvisamente morì; secondo il Florentii Wigornensis Monachi Chronicon, il 2 agosto 1100, Guglielmo stava cacciando nella New Forest, quando fu colpito a morte da una freccia. 
Anche Orderico Vitale descrisse l'avvenimento con ricchezza di particolari, ricordando che alla caccia partecipava anche il fratello minore di Guglielmo, Enrico Beauclerc, che, constatata la morte di Guglielmo Rufus, si precipitò a Winchester, sede del tesoro reale. Approfittando che il fratello maggiore, Roberto, che avrebbe dovuto ereditare il trono d'Inghilterra, stava rientrando dalla prima crociata, e, in quei giorni, si trovava ancora in Puglia, dove si era sposato, e sarebbe arrivato in Normandia solo a settembre, Enrico poté impossessarsi della corona inglese; egli fu accettato come re dai principali baroni e, secondo il Florentii Wigornensis Monachi Chronicon, il 5 agosto fu incoronato nell'Abbazia di Westminster, dal vescovo di Londra, Maurizio.
Il passo successivo di Enrico Beauclerc, sia secondo il monaco e cronista normanno Guglielmo di Jumièges, autore della sua Historiæ Normannorum Scriptores Antiqui, che il cronista e monaco benedettino dell'abbazia di Malmesbury, nel Wiltshire (Wessex),, Orderico Vitale, ed il cronista e monaco benedettino inglese, Matteo di Parigi, era il figlio maschio quartogenito del duca di Normandia e re d'Inghilterra, Guglielmo il Conquistatore e di Matilde delle Fiandre (1032 - 1083), che, secondo la Genealogica Comitum Flandriæ Bertiniana, era figlia di Baldovino V, conte delle Fiandre, e della sorella del re di Francia, Enrico I, Adele di Francia, che secondo la Genealogiæ Scriptoris Fusniacensis era figlia del re di Francia, Roberto II, detto il Pio, era quello di sposarsi e la sua scelta cadde su Matilde. Poiché ella aveva trascorso buona parte della sua vita in un convento, i baroni normanni, che disapprovavano il matrimonio fecero presente che Edith aveva preso i voti da monaca; Enrico chiese l'autorizzazione di sposarla all'Arcivescovo di Canterbury, Anselmo, che, nel settembre del 1100, era tornato dall'esilio. Considerandosi inadatto a prendere una tale decisione, Anselmo chiese consiglio ai vescovi della sua arcidiocesi, facendoli riunire per determinare la legittimità della proposta di matrimonio. Matilde disse all'arcivescovo ed ai vescovi del regno che non aveva mai preso i santi voti e insistette sul fatto che i suoi genitori avevano mandato lei e sua sorella in Inghilterra per scopi educativi e che sua zia Cristina la voleva fare diventare monaca per proteggerla solo "dal lusso dei normanni". Matilde reclamò di non aver rifiutato il velo. Il consiglio decise poi che Matilde non era mai stata monaca, né i genitori avevano intenzione di farla diventare tale e ne autorizzarono sposare il matrimonio con il re inglese. Anselmo, secondo Guglielmo di Malmesbury, non prese in considerazione i voti (perché considerò che Edith non li avesse pronunciati liberamente) e celebrò personalmente il matrimonio; come concessione alla sensibilità dei Normanni Edith, quando divenne regina, Edith cambiò il suo nome in Matilde (come sostiene Orderico Vitale) e nello stesso giorno del matrimonio venne incoronata regina. Enrico, grazie a questo matrimonio, divenne molto più accettabile alla popolazione anglo-sassone, in quanto la regina, per parte di madre era discendente dai reali anglo-sassoni, come ci conferma Orderico Vitale e, nei loro figli, le dinastie normanna ed anglosassone si sarebbero unite. Il matrimonio, che viene ricordato anche da Guglielmo di Malmesbury, contribuì ad aumentare i matrimoni misti, tra Normanni e Sassoni. Un altro beneficio dell'unione era che l'Inghilterra e la Scozia sarebbero diventate politicamente più vicine; tre dei fratelli di Edith-Matilde diventarono re di Scozia e furono insolitamente leali all'Inghilterra durante questo periodo.

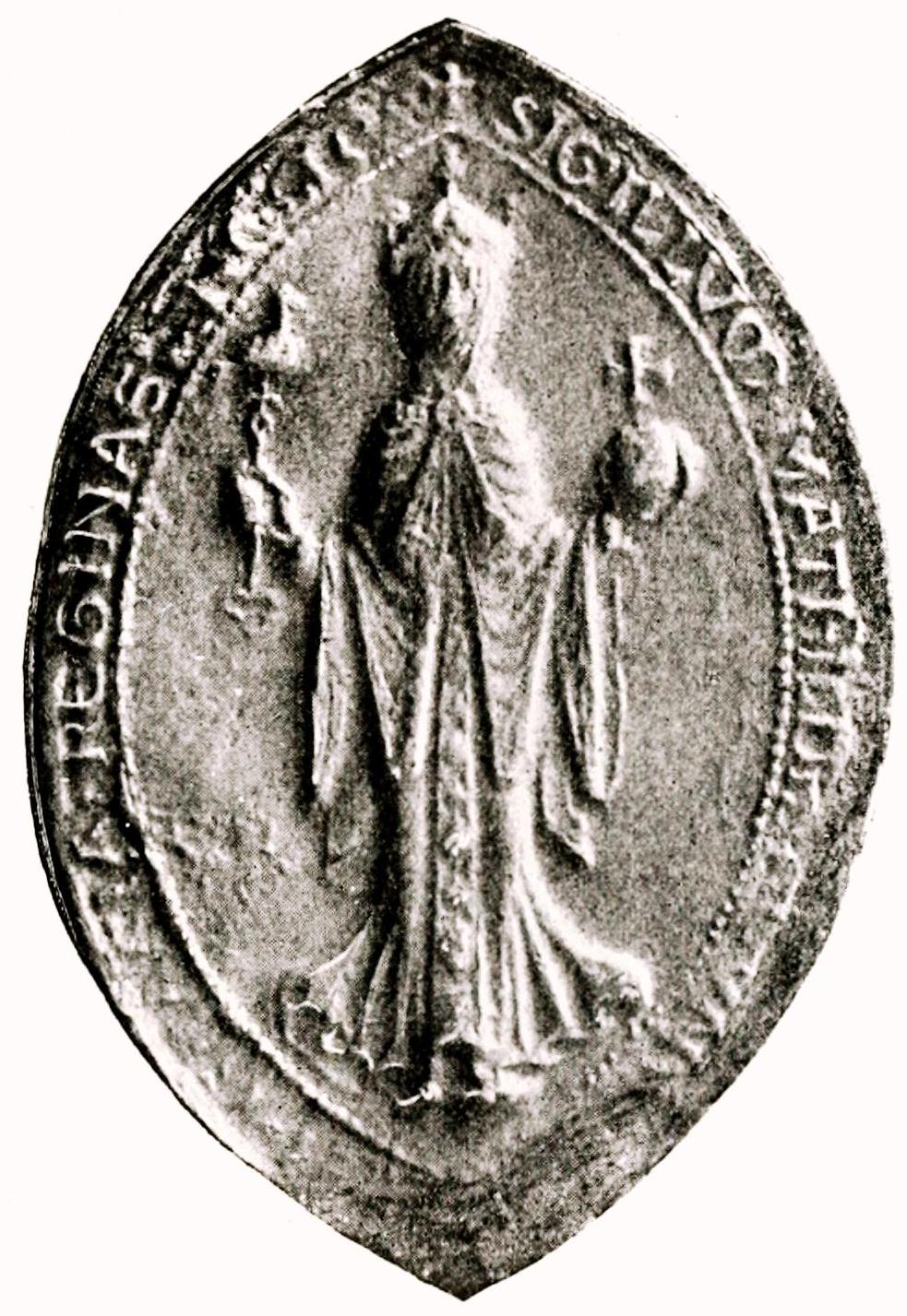
Sigillo di Matilde

Suo marito, Enrico, nel 1106, guidò una spedizione attraverso la Manica, e, aver bruciato Bayeux ed occupato Caen, secondo il Florentii Wigornensis Monachi Chronicon aveva assediato il castello di Tinchebray e la battaglia con la vittoria di Enrico avvenne il 29 settembre 1106. Suo cognato, Roberto II di Normandia fu catturato, durante la Battaglia di Tinchebray. Roberto, riconosciuta la propria sconfitta, ordinò a Falaise e Rouen di arrendersi e svincolò tutti i suoi vassalli dal giuramento di fedeltà.
Roberto venne privato del ducato di Normandia, con l'approvazione del sovrano Filippo I di Francia, che lo dichiarò incapace di mantenere l'ordine e la pace nel suo territorio; Enrico I di fatto divenne duca di Normandia e Edith-Matilde, divenne duchessa consorte.
Secondo Orderico Vitale, nel febbraio 1113, nella località di Petra Peculata, vicino ad Alençon, il nuovo conte d'Angiò e conte consorte del Maine, Folco V, ricevette la contea del Maine dal duca di Normandia, Enrico, gli giurò fedeltà e fu concordato il matrimonio tra Guglielmo Adelin, l'unico figlio maschio di Enrico e Edith-Matilde ed erede di Enrico I e la figlia primogenita di Folco e della contessa del Maine, Eremburga, Alice, con l'accordo che Alice, alla morte della madre Eremburga, avrebbe ereditato la contea del Maine.
Edith-Matilde non riuscì a vedere il matrimonio del figlio, Guglielmo, con Alice, che, anche lei, al momento del matrimonio, assunse il nome di Matilde, nel giugno del 1119, poiché era morta l'anno prima: secondo il Florentii Wigornensis Monachi Chronicon Matilde, regina d'Inghilterra morì il 1º maggio del 1118, nel monastero di Westminster, dove fu tumulata; anche gli Obituaires de Sens Tome I confermano la morte di Edith-Matilde (Matildis Anglorum regina) il primo maggio (Kal Mai).
Matilde aveva tenuto corte soprattutto a Westminster, ma aveva accompagnato il marito nei suoi viaggi attraverso tutta l'Inghilterra e nel 1106/1107, aveva visitato probabilmente la Normandia con Enrico. La sua corte si riempì di musicisti e di poeti; diede incarico ad un monaco, probabilmente Turgot, di scrivere una biografia di sua madre, Santa Margherita. Era una regina attiva e come sua madre era conosciuta per la sua forte devozione al Cristianesimo. William di Malmesbury scrisse che assisteva la Messa a piedi nudi durante la Quaresima, e lavò i piedi e baciò le mani dei malati. Dopo la sua morte venne ricordata come "Matilde la buona regina" e "Matilde della memoria benedetta".
Dopo che, il 25 novembre 1120, aveva perso l'unico figlio legittimo maschio ed unico erede legittimo al trono, Guglielmo Adelin, al largo della costa normanna del Cotentin, nel naufragio notturno causato dell'urto contro uno scoglio affiorante della Nave Bianca, come racconta Guglielmo di Malmesbury, il 29 gennaio 1121, secondo il Florentii Wigornensis Monachi Chronicon, suo marito, Enrico sposò Adeliza di Lovanio, figlia di Goffredo I di Lovanio, duca della Bassa Lorena, per cercare di avere un altro erede, ma da tale unione non nacquero figli, come ci testimonia Guglielmo di Jumièges. .

## Figli
Edith-Matilde a Enrico I diede due (o tre) figli:
- Eufemia (luglio/agosto 1101- morta a pochi mesi), benché non si sia trovata nessuna fonte primaria, la scrittrice di libri e romanzi storici Allison Weir, lo scrive nel suo libro Britain's Royal Families: The Complete Genealogy a pag. 47[40];
- Matilde[15] (7 febbraio 1102-10 settembre 1167), prima imperatrice del Sacro Romano Impero e poi signora degli Inglesi;
- Guglielmo Adelin[15] (3 agosto 1103-25 novembre 1120), erede al trono del regno d'Inghilterra.

## Ascendenza
|                       |                          |                           | Genitori             |  |  | Nonni |  |  | Bisnonni          |  |  | Trisnonni |  |
|                       |                          |                           |                      |  |  |       |  |  | Crinán di Dunkeld |  |  | …         |  |
|                       |                          |                           |                      |  |  |       |  |  | Crinán di Dunkeld |  |  | …         |  |
|                       |                          | …                         |                      |  |  |       |  |  | Crinán di Dunkeld |  |  |           |  |
| Duncan I di Scozia    |                          |                           |                      |  |  |       |  |  | Crinán di Dunkeld |  |  |           |  |
|                       |                          | Bethóc di Scozia          | Malcolm II di Scozia |  |  |       |  |  |                   |  |  |           |  |
|                       |                          | Bethóc di Scozia          | Malcolm II di Scozia |  |  |       |  |  |                   |  |  |           |  |
|                       |                          | Bethóc di Scozia          | …                    |  |  |       |  |  |                   |  |  |           |  |
| Malcolm III di Scozia |                          | Bethóc di Scozia          |                      |  |  |       |  |  |                   |  |  |           |  |
|                       |                          | …                         | …                    |  |  |       |  |  |                   |  |  |           |  |
|                       |                          | …                         | …                    |  |  |       |  |  |                   |  |  |           |  |
|                       |                          | …                         | …                    |  |  |       |  |  |                   |  |  |           |  |
| Suthen                |                          | …                         |                      |  |  |       |  |  |                   |  |  |           |  |
|                       |                          | …                         | …                    |  |  |       |  |  |                   |  |  |           |  |
|                       |                          | …                         | …                    |  |  |       |  |  |                   |  |  |           |  |
|                       |                          | …                         | …                    |  |  |       |  |  |                   |  |  |           |  |
| Matilde di Scozia     |                          | …                         |                      |  |  |       |  |  |                   |  |  |           |  |
|                       | Edmondo II d'Inghilterra | Etelredo II d'Inghilterra |                      |  |  |       |  |  |                   |  |  |           |  |
|                       | Edmondo II d'Inghilterra | Etelredo II d'Inghilterra |                      |  |  |       |  |  |                   |  |  |           |  |
|                       | Edmondo II d'Inghilterra | Aelfgifu di York          |                      |  |  |       |  |  |                   |  |  |           |  |
| Edoardo l'esiliato    | Edmondo II d'Inghilterra |                           |                      |  |  |       |  |  |                   |  |  |           |  |
|                       |                          | Ealdgyth                  | …                    |  |  |       |  |  |                   |  |  |           |  |
|                       |                          | Ealdgyth                  | …                    |  |  |       |  |  |                   |  |  |           |  |
|                       |                          | Ealdgyth                  | …                    |  |  |       |  |  |                   |  |  |           |  |
| Margherita di Scozia  |                          | Ealdgyth                  |                      |  |  |       |  |  |                   |  |  |           |  |
|                       |                          | …                         | …                    |  |  |       |  |  |                   |  |  |           |  |
|                       |                          | …                         | …                    |  |  |       |  |  |                   |  |  |           |  |
|                       |                          | …                         | …                    |  |  |       |  |  |                   |  |  |           |  |
| Agata di Kiev         |                          | …                         |                      |  |  |       |  |  |                   |  |  |           |  |
|                       |                          | …                         | …                    |  |  |       |  |  |                   |  |  |           |  |
|                       |                          | …                         | …                    |  |  |       |  |  |                   |  |  |           |  |
|                       |                          | …                         | …                    |  |  |       |  |  |                   |  |  |           |  |
|                       |                          | …                         |                      |  |  |       |  |  |                   |  |  |           |  |

### Fonti primarie
- (EN)  John of Fordun's Chronicle of the Scottish nation.
- (LA)  Florentii Wigorniensis monachi Chronicon, Tomus II.
- (LA)  Ordericus Vitalis, Historia Ecclesiastica, vol. II.
- (LA)  Monumenta Germaniae Historica, Scriptores, tomus V.
- (LA)  Monumenta Germaniae Historica, Scriptores, tomus IX.
- (LA)  Monumenta Germaniae Historica, Scriptores, tomus XIII.
- (LA)  Monumenta Germanica Historica, tomus XXIII.
- (LA)  Ordericus Vitalis, Historia Ecclesiastica, vol. III, liber VI - IX.
- (LA)  Ordericus Vitalis, Historia Ecclesiastica, vol. unicum.
- (EN)  The ecclesiastical history of England and Normandy, vol. IV.
- (LA)  Matthæi Parisiensis, monachi Sancti Albani, Chronica majora, vol I.
- (LA)  Obituaires de Sens Tome II.
- (LA)  Obituaires de Sens Tome I.
- (LA)  Guglielmo di Malmesbury, Gesta Regum Anglorum.
- (EN)  Chronicle of the Kings of England: From the Earliest Period to the Reign, of king William's children.
- (LA)  Historiæ Normannorum Scriptores Antiqui.

### Letteratura storiografica
- Louis Alphen, La Francia: Luigi VI e Luigi VII (1108-1180), cap. XVII, vol. V (Il trionfo del papato e lo sviluppo comunale) della Storia del mondo medievale, 1999, pp. 705–739
- William John Corbett, Inghilterra, 1087-1154, cap. II, vol. VI (Declino dell'impero e del papato e sviluppo degli stati nazionali) della Storia del Mondo Medievale, 1999, pp. 56–98.